# Jørn Neergaard Larsen
Pour les articles homonymes, voir Larsen.
Jørn Neergaard Larsen, né le 11 février 1949 à Nørre Vedby (Danemark), est un homme politique danois, membre du parti Venstre. Il est ministre de l'Emploi entre 2015 et 2016.

## Biographie
Jørn Neergaard Larsen est diplômé en 1975 d'une maîtrise de droit de l'université de Copenhague.
Après ses études, il travaille pendant deux ans à l'administration de l'université de Roskilde. Il est ensuite employé au ministère de l'Environnement, de 1977 à 1982.
De 1982 à 1996, il est le directeur d'un syndicat d'universités, ainsi que d'un fonds de pension.
Il dirige la Dansk Arbejdsgiverforening (da), une organisation patronale, à partir de 1996. Il annonce son départ de l'organisation en mai 2015.
Le 28 juin 2015, il est nommé ministre de l'Emploi dans le gouvernement formé par Lars Løkke Rasmussen après les élections législatives du 18 juin. Il est alors le seul membre du gouvernement à ne pas être membre du Folketing.
Le 28 novembre 2016, il fait partie des quatre ministres à ne pas obtenir de responsabilités ministérielles dans le nouveau gouvernement de coalition formé avec l'Alliance libérale et le Parti populaire conservateur.
En janvier 2017, il devient président du conseil d'administration de Metroselskabet (da), l'entreprise publique propriétaire du métro de Copenhague alors en cours de construction de sa quatrième ligne, pour remplacer Henning Christophersen après son décès le mois précédent. Il annonce son départ de son poste en avril 2025, et est remplacé par l'ancien ministre Tommy Ahlers.